# Niederösterreichische Landesausstellung 2019

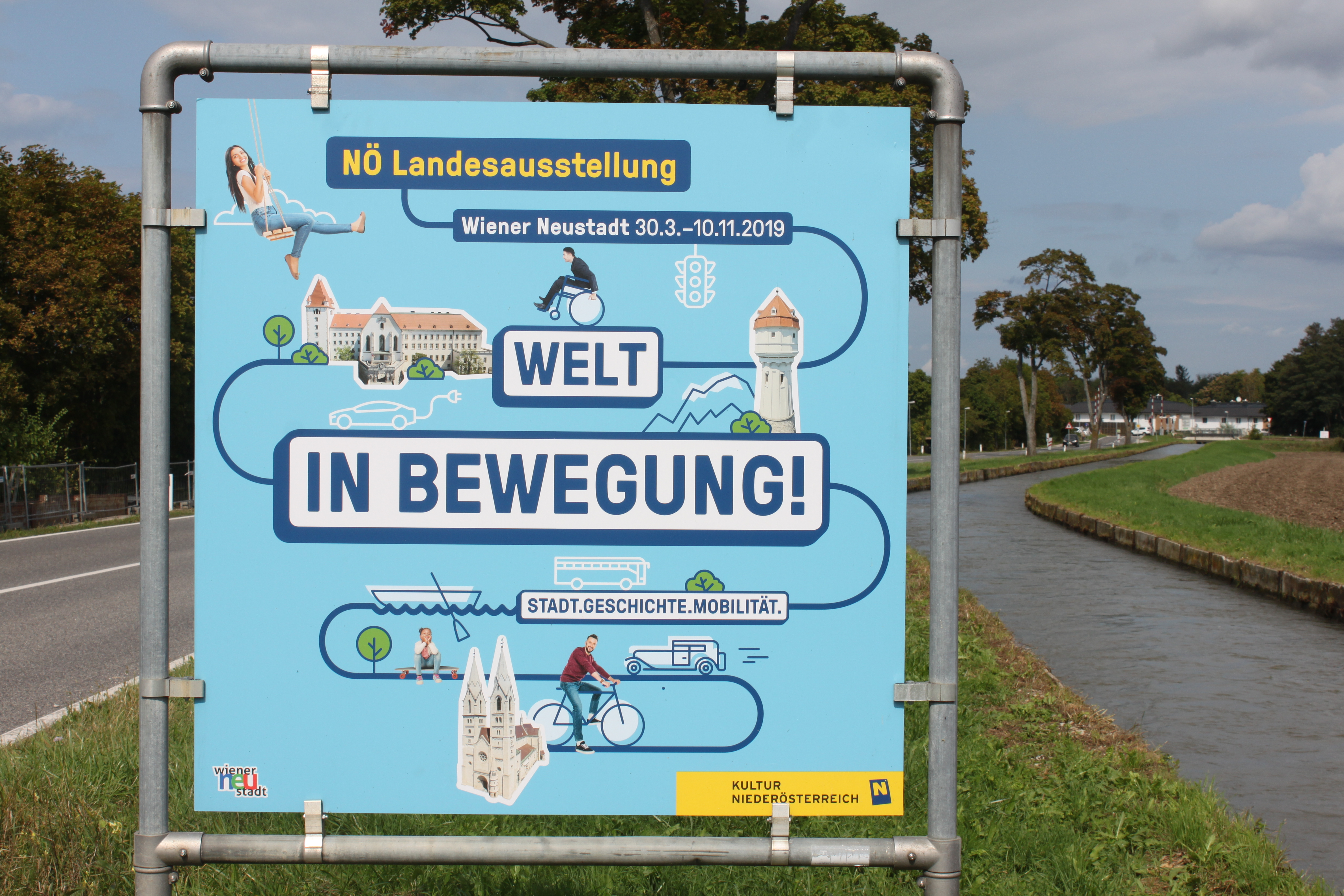
Ankünder

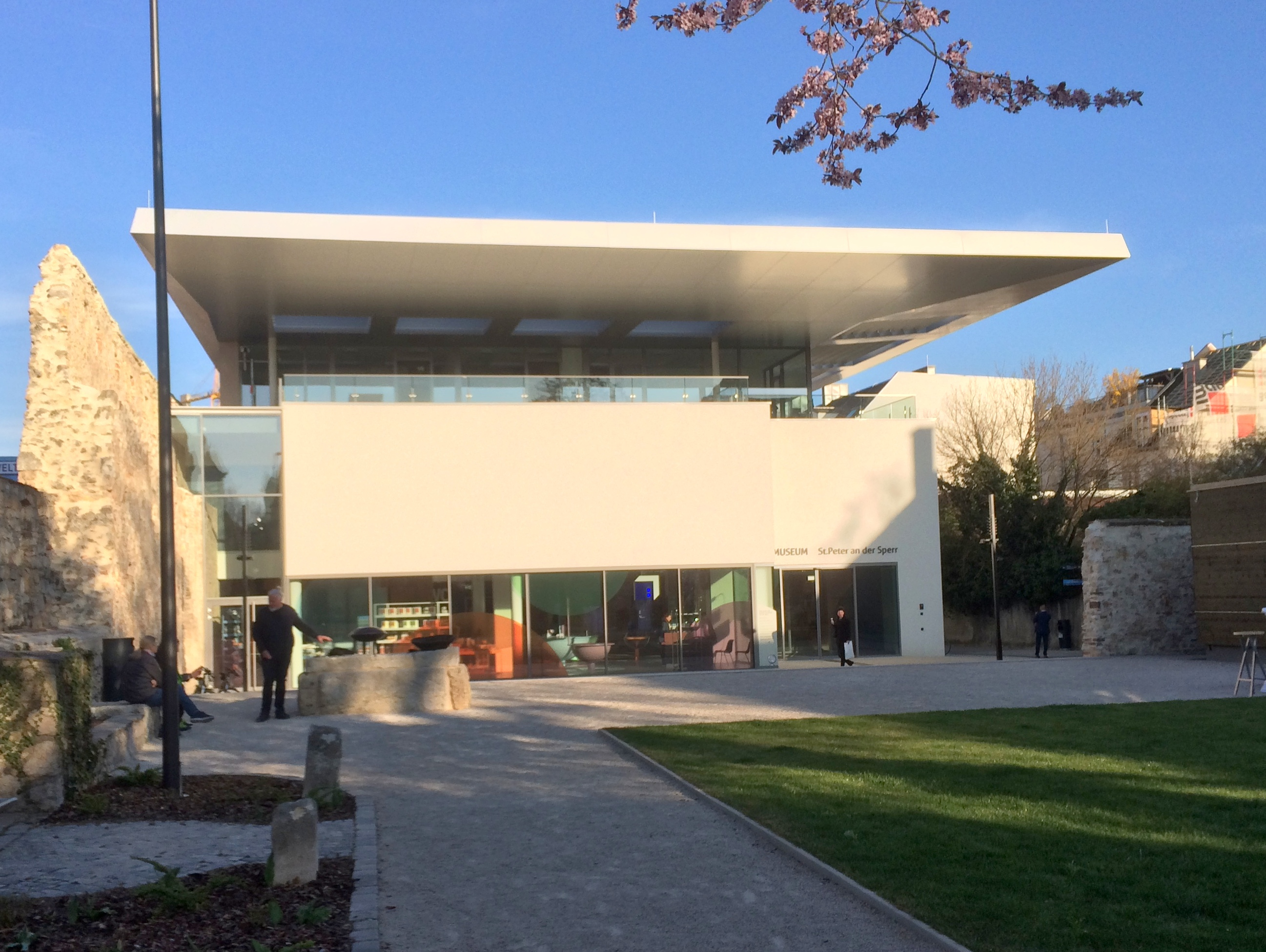
Museum St. Peter an der Sperr (2019)

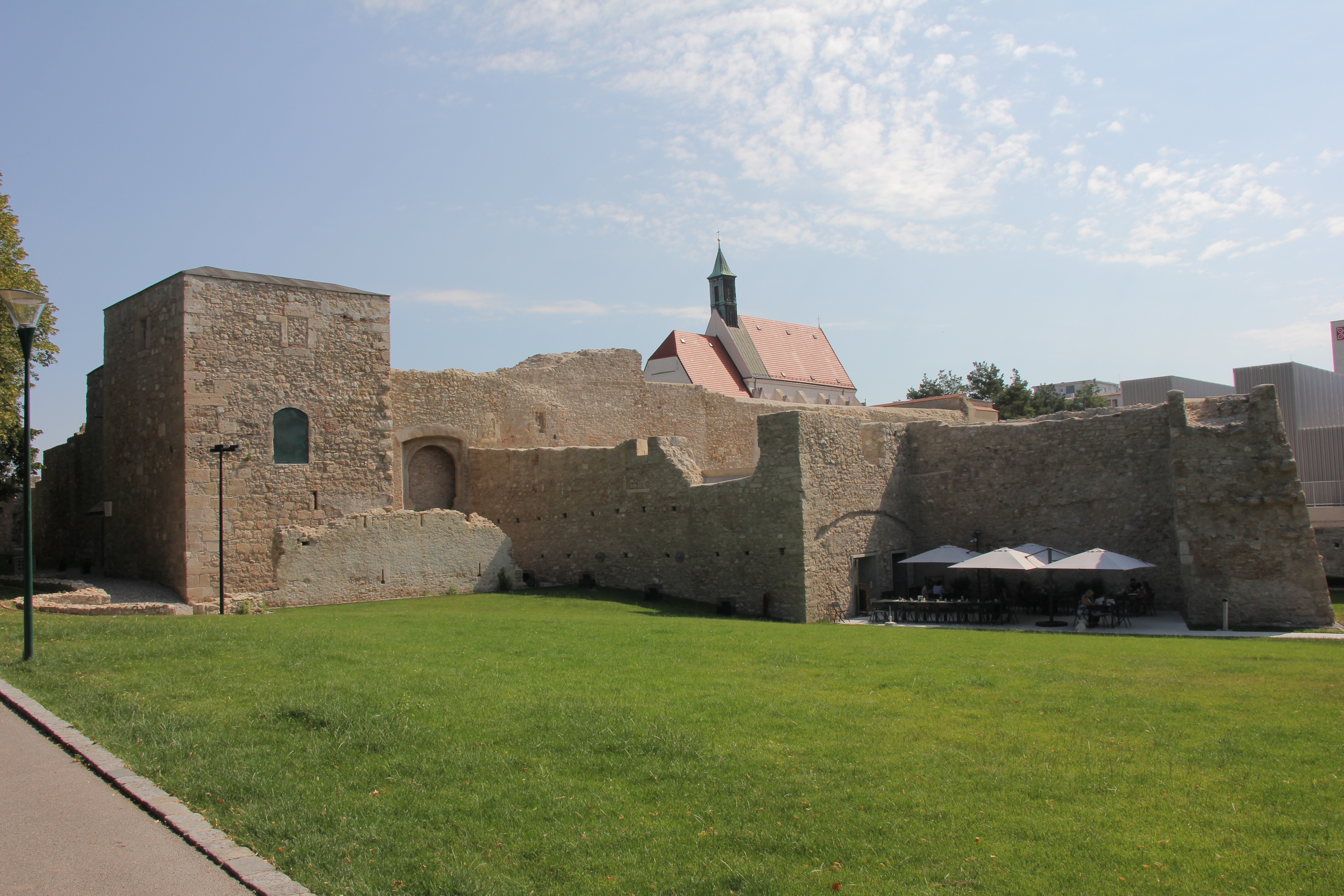
Kasematten von Wiener Neustadt (2019)

Die Niederösterreichische Landesausstellung 2019 mit dem Titel „Welt in Bewegung – Stadt.Geschichte.Mobilität“ fand vom 30. März bis zum 10. November 2019 in Wiener Neustadt in Niederösterreich statt. Ausstellungsorte waren unter anderem das Stadtmuseum Wiener Neustadt mit St. Peter an der Sperr sowie die Kasematten Wiener Neustadt.

## Geschichte
Am 26. Jänner 2016 wurde Wiener Neustadt im Industrieviertel als Standort der Landesausstellung 2019 von Bürgermeister Klaus Schneeberger und Landeshauptmann Erwin Pröll präsentiert, unter dem Arbeitstitel „Füße – Felgen – Flügel“ wurde eine Schau geplant und vorbereitet, die die Entwicklung der Mobilität von den Habsburgern bis heute zeigen soll. Zuvor fand die Landesausstellung 2015 mit dem Titel „Ötscher:Reich“ im Mostviertel statt, die Niederösterreichische Landesausstellung 2017 fand im Waldviertel statt. Neben Wiener Neustadt hatte sich auch Baden als Standort beworben.
Insgesamt war eine Gesamtsumme von 25 Millionen Euro von Land Niederösterreich, Bund, der Stadt Wiener Neustadt und aus Mitteln der Europäischen Union vorgesehen, die vor allem in die Instandsetzung und in den Ausbau der beiden Hauptstandorte investiert werden sollen.
Bei Grabungen im Vorfeld der Umbauarbeiten für die Landesausstellung stießen Archäologen im August 2016 auf zwei mittelalterliche Gräber.
Unter anderem werden die Kasematten Wiener Neustadt generalsaniert. Unter dem Titel „Kasematten und Neue Galerie Wiener Neustadt“ wurde im November 2016 das Ergebnis einer Ausschreibung präsentiert, aus allen Projekteinreichungen wurde von einer Jury jenes des Architekturbüros Bevk Perovic aus Laibach ausgewählt. Der Spatenstich für dieses Projekt fand im Juli 2017 mit Landeshauptfrau Johanna Mikl-Leitner statt. Bei der Restaurierung der Kasematten für die Landesausstellung wurden Teile einer Zwingermauer freigelegt. Außerdem wird einer der Ecktürme der Stadtmauer revitalisiert und begehbar gemacht.
Das Siegerprojekt für den Umbau des Stadtmuseums und der Ausstellungskirche St. Peter an der Sperr wurde ebenfalls im November 2016 präsentiert, es stammt vom Wiener Neustädter Architekturbüro koup architekten / arch.c schmidt-ginzkey. Der Bürgermeistergarten vor dem Museum, der Vorplatz und das Eingangsportal wurden neu gestaltet. Außerdem wurden neue Durch- und Übergänge zwischen dem ehemaligen Stadtmuseum und der Museumskirche St. Peter an der Sperr geschaffen und die Klostergänge revitalisiert. Historische Steine und Wandverzierungen wurden freigelegt und alte Fenster restauriert. Das Museum erhielt den Namen Museum St. Peter an der Sperr.
Im Oktober 2018 wurde eine Dampflok 12.10 aus dem Eisenbahnmuseum Strasshof zur Restaurierung nach Korneuburg transportiert, sie sollte 2019 ursprünglich in Wiener Neustadt ausgestellt werden. Im Zuge der Ausstellung soll ein fahrerloser Mini-Bus in der Innenstadt auf einem vorgegebenen Rundkurs testweise unterwegs sein.
Im Februar 2019 wurde über eine Gesamtinvestition (für die Infrastruktur) des Landes von 33 Millionen € berichtet. Vom Bürgermeister wurden rund 300.000 Besucher erhofft. Im Juli 2019 wurde der 100.000ste Besucher begrüßt, im September 2019 der 200.000ste Gast. Insgesamt wurden 322.181 Besucher verzeichnet.
Im Mai 2019 veröffentlichte das Filmarchiv Austria anlässlich der Landesausstellung im Rahmen der Reihe Österreich in historischen Filmdokumenten die DVD Edition Niederösterreich: Wiener Neustadt und Umgebung, eine Sammlung von Filmaufnahmen über einen Zeitraum von acht Jahrzehnten.

## Inhalt
In den Kasematten Wiener Neustadt wurde die Geschichte der Mobilität erzählt, mit Wiener Neustadt und seine Beziehungen zur Region im Kleinen sowie zur Welt im Großen. Im Stadtmuseum Wiener Neustadt mit St. Peter an der Sperr wurde Wiener Neustadt im Spiegel der Weltgeschichte präsentiert, unter anderem das Wirken von Kaiser Friedrich III. und Maximilian I. Anhand prägender Persönlichkeiten wurde erzählt, wie sich die frühere kaiserliche Residenz zur Industriestadt und zum Innovationsstandort entwickelte.
Neben dem 1922 von Ferdinand Porsche konstruierten Austro-Daimler Sascha wurde auch der Corvinusbecher gezeigt.
Zusätzlich zu diesen beiden Ausstellungsorten gab die Theresianische Militärakademie im Rahmen von Führungen Einblicke in die ehemalige Kaiserresidenz präsentierte die Offiziersausbildung seit der Gründung durch Maria Theresia. 
Das Stift Neukloster bot ebenfalls Führungen an. Anfang 2018 wurden mit den dafür geplanten Umbauarbeiten begonnen, bis zum Herbst 2018 waren dafür 2,5 Millionen Euro vorgesehen. Unter anderem wurde ein barrierefreier Zugang in die Kirche errichtet sowie ein Fußweg vom Klostergarten zur Militärakademie und eine „Raum-im-Raum“-Lösung aus Glas zur Besichtigung der Bibliothek. Außerdem wurde die Ostfassade saniert und Kreuzkapelle und das barocke Refektorium restauriert.
Das Kleinwasserkraftwerk Ungarfeld wurde im Zuge der Landesschau zu einem Schaukraftwerk adaptiert.
Das wissenschaftliche Team bestand aus Werner Bätzing, Ernst Bruckmüller und Eveline Klein. Künstlerischer Leiter war Kurt Farasin.

## Bildergalerie

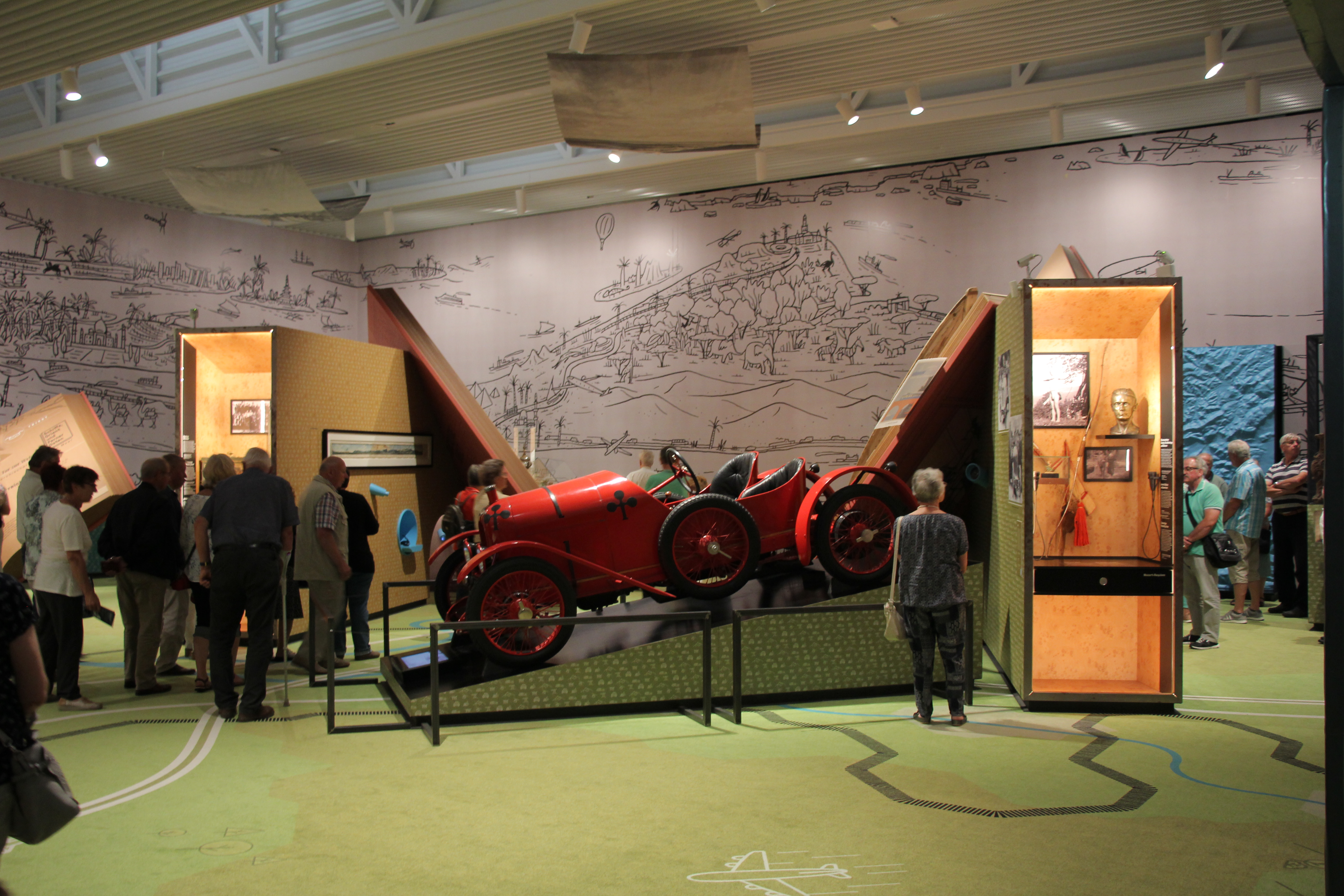
Eines der Ausstellungsstücke: Der Austro-Daimler Sascha von Ferdinand Porsche
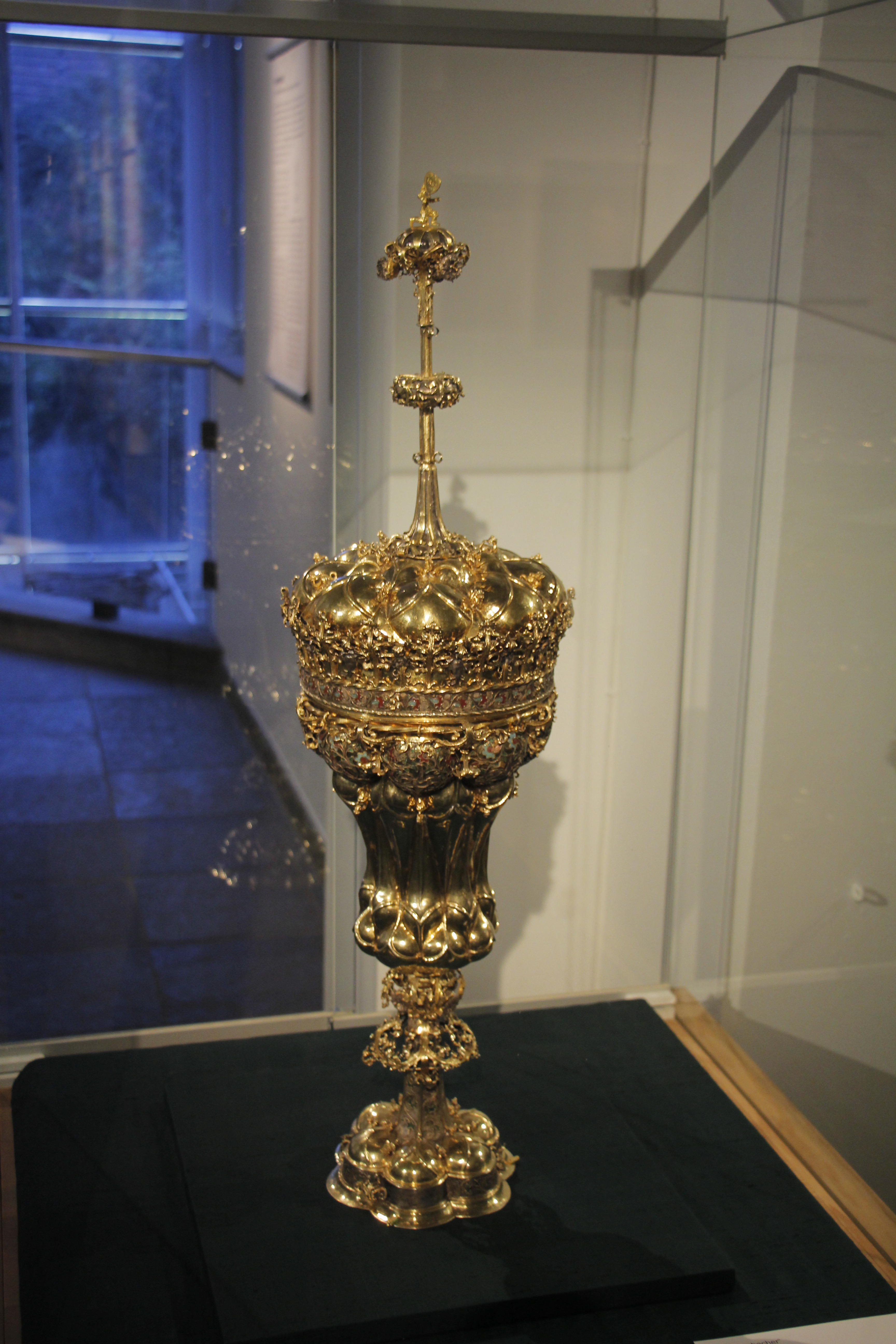
Eines der Ausstellungsstücke: Der Corvinusbecher
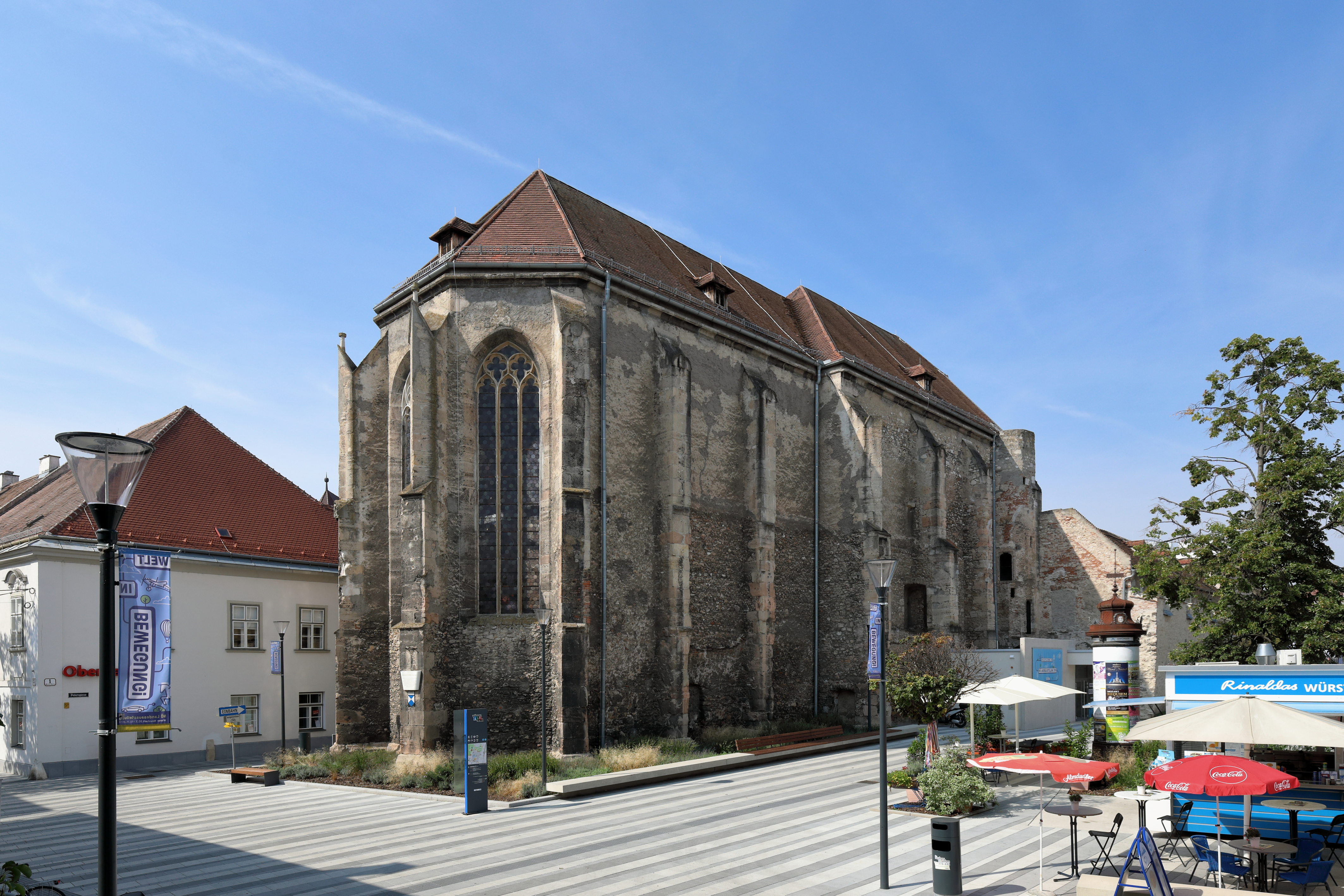
Ausstellungshalle „St. Peter an der Sperr“
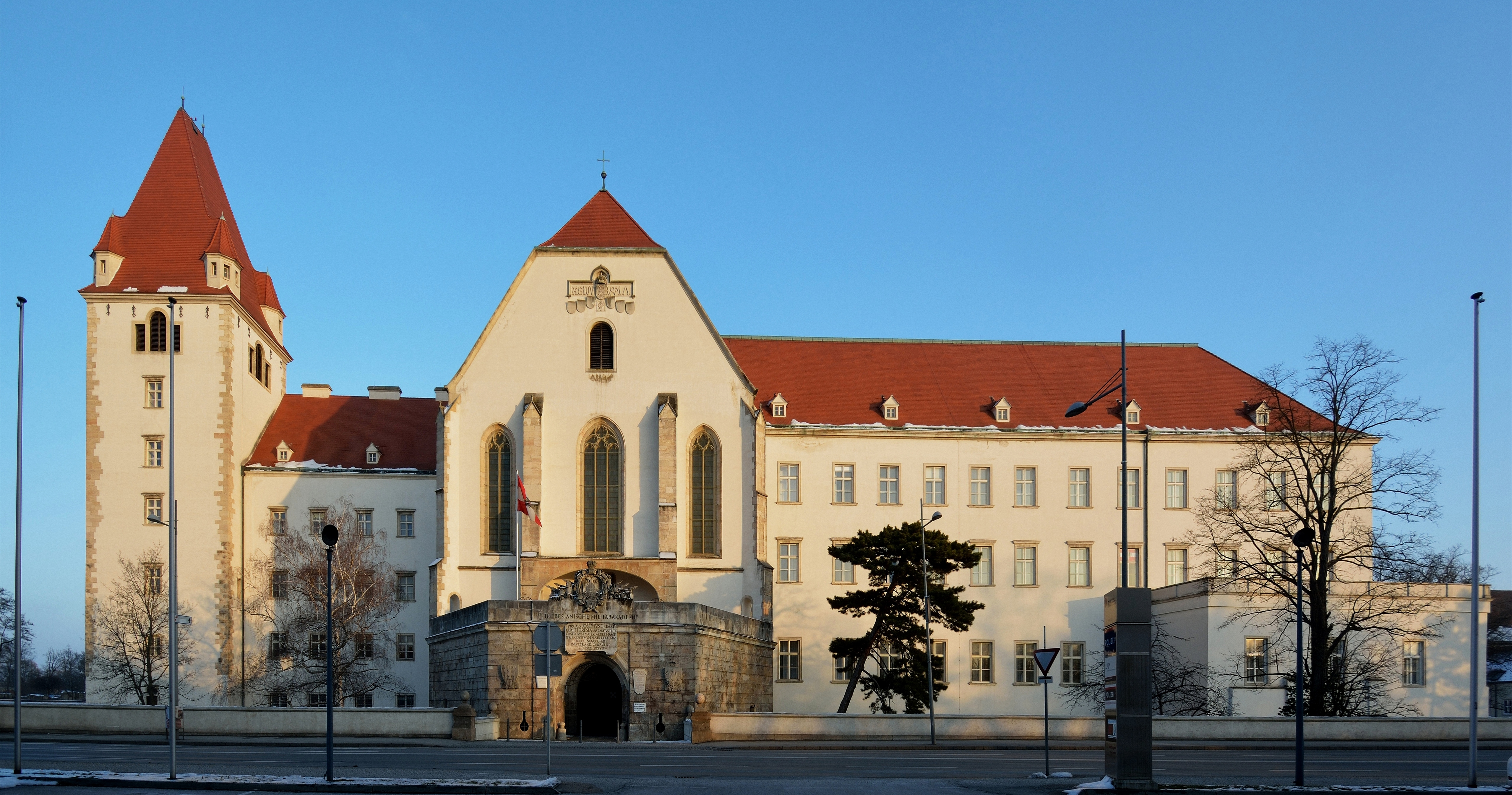
Theresianische Militärakademie (2014)